# JaPo
『JaPo』（ヤポ）は、UAの9枚目のスタジオ・アルバム。2016年5月11日発売。発売元はビクターエンタテインメント。

## 解説
- 前作『ATTA』から約7年ぶりとなるオリジナル・アルバム。
- LITTLE CREATURESの青柳拓次がプロデュースを担当した。

## 収録曲
全作詞：UA、編曲：青柳拓次
1. AUWA (4:37)
  - 作曲：青柳拓次
2. JAPONESIA (4:27)
  - 作曲：青柳拓次
3. ISLAND LION (5:02)
  - 作曲：Rachel Dadd
4. いとおしくて (4:55)
  - 作曲：Rachel Dadd
5. あいしらい (3:46)
  - 作曲：青柳拓次
6. KUBANUYU (4:36)
  - 作曲：青柳拓次
7. BEAM YOU (4:03)
  - 作曲：Rachel Dadd
8. 愛を露に (4:55)
  - 作曲：青柳拓次
9. TARA (3:36)
  - 作曲：ヨシダダイキチ
10. ドチラニシテモ (4:16)
  - 作曲：青柳拓次

## リリース日一覧
| 地域 | リリース日    | レーベル          | 規格     | 規格品番   | 備考       |
| ---- | ------------- | ----------------- | -------- | ---------- | ---------- |
| 日本 | 2016年5月11日 | SPEEDSTAR RECORDS | 12cmCD   | VICL-64408 |            |
| 日本 | 2016年5月11日 | SPEEDSTAR RECORDS | 音楽配信 | -          | ハイレゾ有 |
| 日本 | 2016年6月29日 | SPEEDSTAR RECORDS | 30cmLP   | HRLP026    |            |

### 音楽配信
- JaPo - mora
- JaPo - AWA
- JaPo - YouTube Music プレイリスト
- JaPo - Spotify
- JaPo - Apple Music

### 関連記事
- UA 愛と祈りを込めた7年ぶりのアルバム『JaPo』 - 音楽ナタリー